# Radiomagnetofon

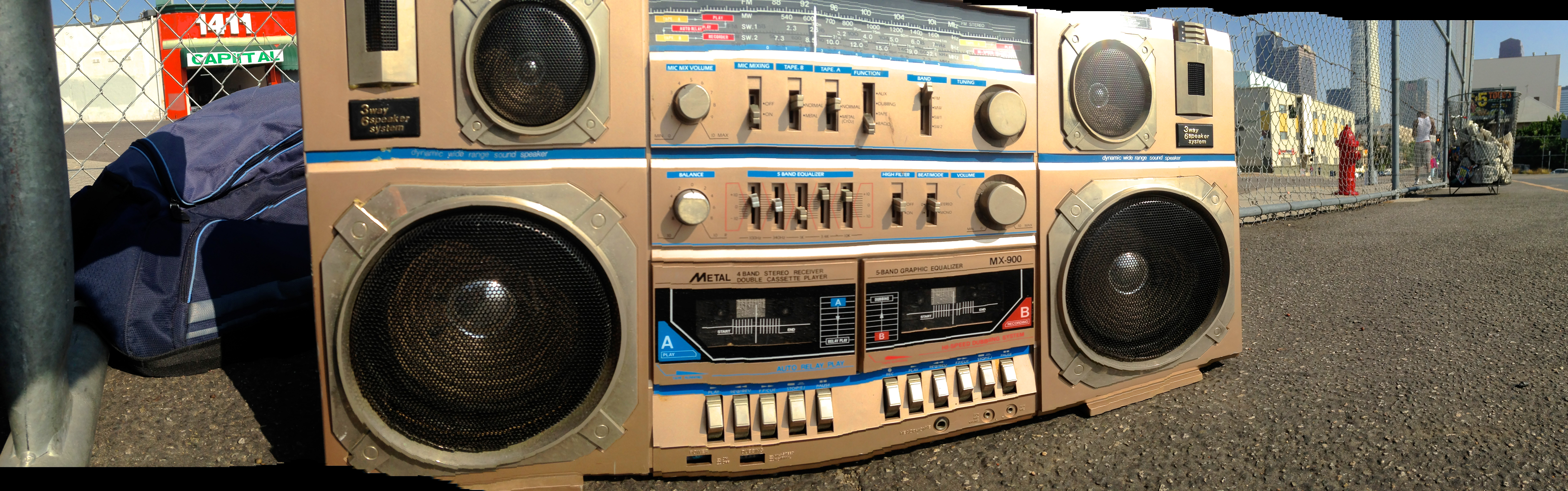
Ghetto Blaster

(Kazetový) radiomagnetofon, kazetofon (hovorově také kazeťák; s možností nahrávání radiorekordér; anglicky boombox (převzato i do ruštiny – бумбокс), ghetto blaster, jambox aj.) je označení pro přenosný přehrávač audiokazet obsahující také radiopřijímač. Anglický název ghetto blaster odráží oblibu členů afroamerické a hispánské subkultury v USA v používání hlasitě hrajících magnetofonů na veřejnosti.

## Historie
První kazetový radiomagnetofon vyvinula a uvedla na trh v roce 1966 nizozemská firma Philips, která též vyvinula kompaktní audiokazety Philips. Poprvé tak bylo možné nahrávat rozhlasové vysílání na kazety bez kabelů nebo mikrofonů. To předchozí samostatné kazetové magnetofony vyžadovaly s negativním vlivem na kvalitu nahrávky. Následně byly v 70. letech 20. století radiomagnetofony vyvíjeny v Japonsku. Ty se staly populárními pro malé rozměry a vysokou kvalitu nahrávek. Japonské radiomagnetofony tak ovládly velkou část evropského trhu včetně Československa. 
Novodobé radiomagnetofony často zvládnou např. automaticky naladit rozhlasové stanice a díky funkci RDS zobrazit i název stanice a vysílané skladby. Kazetové přehrávání se u nich stále vyskytuje, nicméně bývá nezřídka nahrazeno přehrávačem kompaktních disků a USB slotem na flash disky. Některé disponují i funkcí Bluetooth pro spárování např. s mobilním telefonem.

## Radiomagnetofony v Československu
Radiomagnetofony zahraniční výroby byl v tehdejším Československu v prodeji v 70. letech 20. století v síti prodejen Tuzex (tedy ne za československou měnu). Jejich nevýhodou bylo, že umožňovaly příjem signálu VKV v tzv. „západní normě“, zatímco československé vysílače vysílaly na jiných frekvencích, v tzv. „normě OIRT“.
Domácí výrobek Tesly Pardubice, radiomagnetofon K203 Diamant, byl představen na Mezinárodním veletrhu spotřebního zboží v Brně v roce 1981. Ještě téhož roku byl uveden na trh, vyráběl se současně v Polsku pod obchodním názvem Daria.